# BTV Cinema
bTV Cinema es un canal de televisión privado de Bulgaria, perteneciente a bTV Media Group. Se trata de un canal de películas.

## Historia
El canal inició emisiones el 7 de diciembre de 2009.
Desde 2012, bTV Cinema emite premios de cine de importancia internacional como los Premios Óscar, los Premios Globo de Oro y los Premios del Sindicato de Actores.
Desde el 7 de octubre de 2012, se emite en formato de imagen SD 16:9. Desde el 1 de enero de 2016, bTV Cinema se emite en la plataforma de pago online de BTV Media Group, VOYO, en calidad HD, y desde el 6 de julio de 2018, en plataformas de cable en calidad HD.

## Programación
El canal emite películas de todos los géneros, así como series, destacando Стъклен дом, Седем часа разлика y Революция Z.

## Imagen corporativa

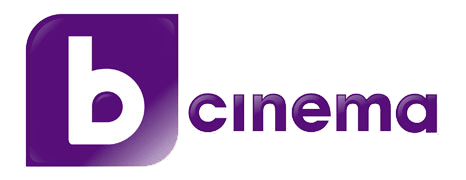
2009 - 2016
Desde 2016